# Площа Республіки (Алмати)
43°14′18″ пн. ш. 76°56′44″ сх. д. / 43.23824° пн. ш. 76.94562° сх. д.
Площа Республіки (каз. Республика Алаңы, Respublika Alañy, рос. Площадь Республики), також відома як Майдан Незалежності або Нова площа — головна площа Алмати, Казахстан. Використовується для масових заходів. Колишній президентський палац, який зараз використовується як муніципальні установи, знаходиться на його південній стороні.

## Історія
Площа була створена за рішенням першого секретаря ЦК Компартії Казахстану Дінмухамеда Кунаєва, оскільки зі збільшенням населення міста площа Леніна під час проведення фестивальних заходів не могла вмістити всіх жителів міста. Площа відкрита в 1980 році під назвою Площа Брежнєва (на честь Леоніда Брежнєва) на честь 60-річчя утворення Республіки Казахстан. Вона стала головною площею столиці Казахстану і до розпаду Радянського Союзу була місцем масових демонстрацій, свят, фестивалів, військових парадів, мітингів, фестивалів. Територія була засаджена листяними та хвойними деревами. У 1981 році Кунаєв і партійні працівники висадили вздовж алеї 70 тянь-шаньських ялин.
У 1982 році автори площі вдруге і востаннє в історії казахської архітектури отримали Державну премію СРСР в галузі архітектури.
У 1986 році на площі відбулося сумнозвісне повстання, відоме як Джелтоксан. Де зібралася група людей, які протестували проти звільнення Кунаєва. Події тривали з 16 по 19 грудня 1986 року. Протести почалися вранці 17 грудня, коли студентська демонстрація зібрала тисячі учасників, які пройшли через площу Брежнєва до будівлі ЦК КПК. У результаті в місто увійшли внутрішні війська і ОМОН, по всьому місту спалахнуло насильство, загинуло близько 200 осіб.
У 1992 році на площі відзначали основне, найважливіше і улюблене свято. Вперше почали святкувати Науриз. На відміну від перебудови, коли свято можна було відзначати лише на площі Леніна. Щорічно 22 березня з ранку до опівночі тисячі алматинців виходили на площу, щоб відзначити національне свято весняного рівнодення — Науриз. На площі щороку 22 березня виставляли намети, де продавали баурсаки, шкіру, рис та прохолодні напої. Також святкові концерти провели відомі казахські зірки.
Паради на честь 50-річчя перемоги у Другій світовій війні і 5-річчя незалежності Казахстану пройшли на площі 9 травня 1995 року і 16 грудня 1996 року відповідно.
У 2007 р. почали будівництво підземного торгово-розважального центру, що спричинило знесення гранітного майданчика. Це призвело до закриття 60 % території парку та вирубки великої кількості тянь-шаньських ялин, а також обмеження руху транспорту. До 2012 р. площа Республіки, яка була символом незалежності для всіх казахів, була спотворена ямами та колодязями. Місцеві мешканці не підтримали будівництво, оскільки це перешкоджало проведенню святкування Науризу.
У 2012 році будівництво підземного торгового центру остаточно завершилося, однак святкування Науризу обмежили до 2014 року, коли святкування дозволили.
Під час Січневих заворушень у 2022 році мерії, які знаходилися на Площі Республіки, зазнали рейдів протестувальників із підпалом будівлі. Оголошено, що замість реконструкції офісу його знесуть, а натомість побудують парк розваг.

## Список пам'яток архітектури
Раніше територія мала статус державної пам'ятки архітектури та містобудування. У 2015 році внесений до Державного списку пам'яток історії та культури місцевого значення в Алмати.
- Акімат резиденції Алмати (колишня Комуністична партія Казахстану)
- Резиденція Першого президента Казахстану (колишній Президентський палац Казахстану з 1991—1997 рр.)
- Республіканський палац школярів (колишній Республіканський палац піонерів)
- Монумент Незалежності
- Меморіал Тагзим[9]

## Назва
З 1980 року площа називалася Новою площею, у 1982 році площа була перейменована на площу Брежнєва на честь смерті Леоніда Брежнєва. 1 квітня 1988 року опублікованою постановою ЦК КПРС, Президії Верховної Ради СРСР і Ради Міністрів СРСР назву площі Леоніда Брежнєва знову змінили на Нову площу. 23 травня 1990 року Верховна Рада Казахської РСР прийняла постанову про перейменування Нової площі на площу Республіки.

## Галерея

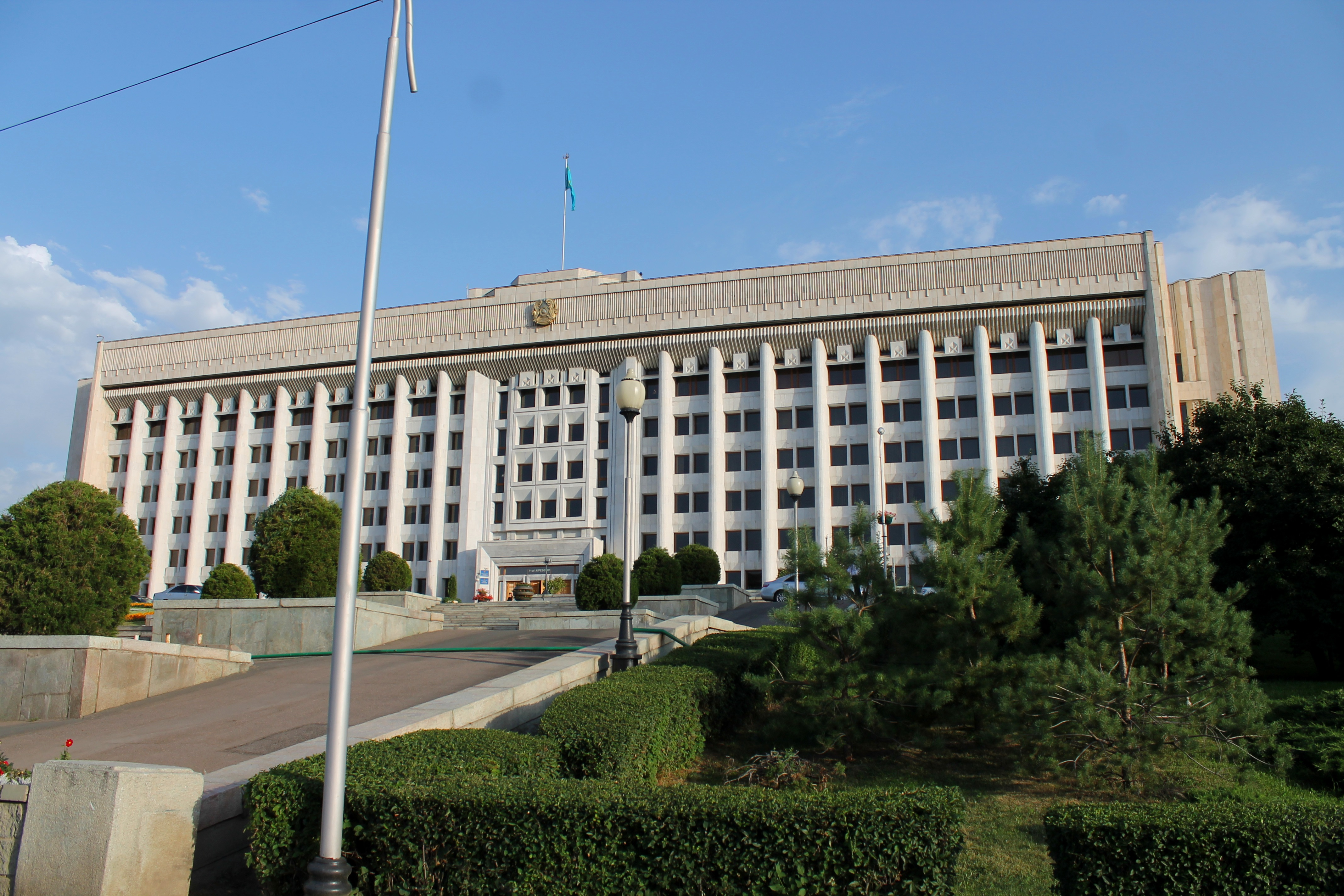
Резиденція акімату (мера).
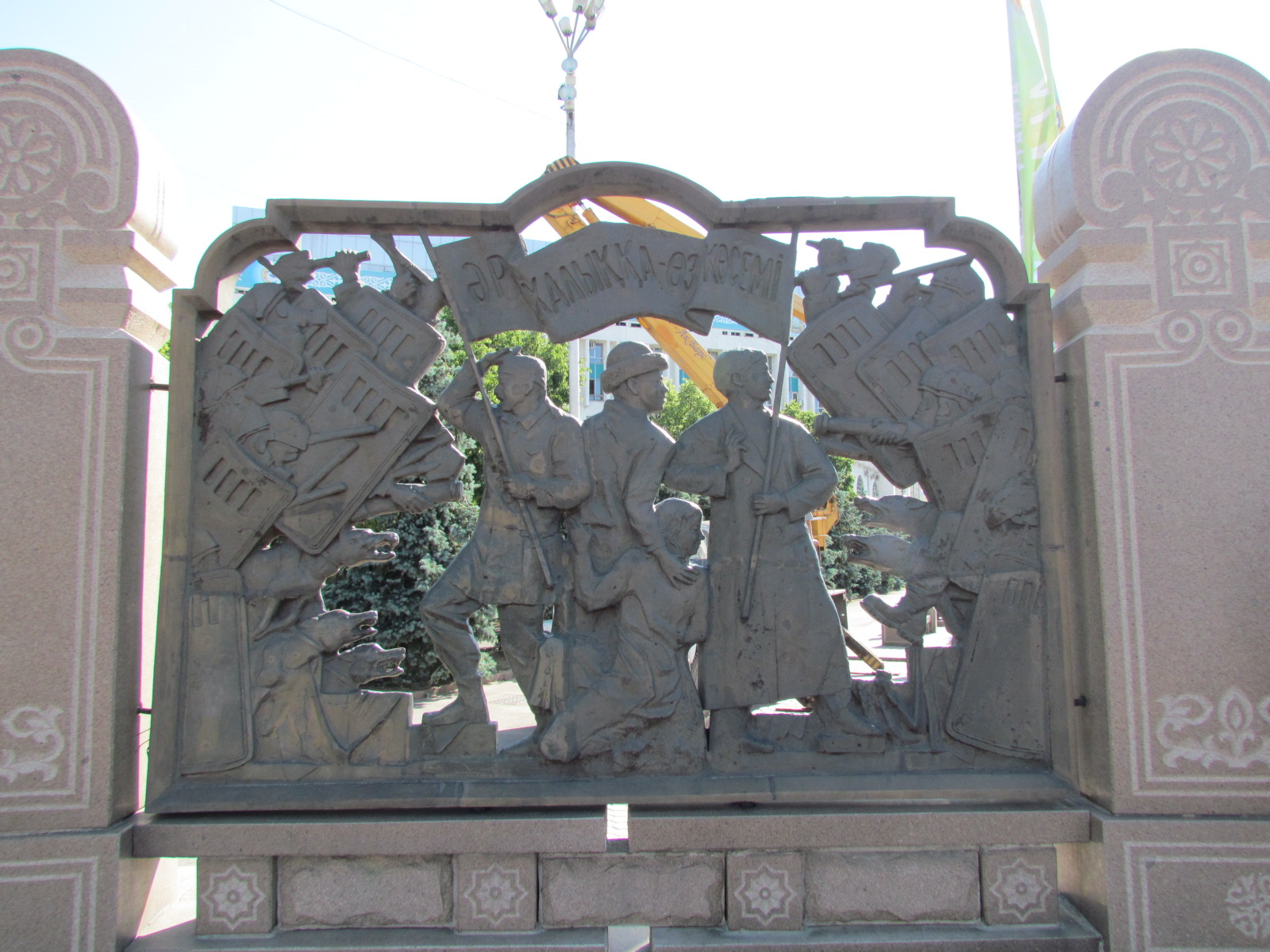
Пам'ятник Джелтоксану.